# Oliver Zelenika
Oliver Zelenika (Zagreb, 14. svibnja 1993.) je hrvatski nogometaš koji igra na poziciji vratara. Trenutačno je član Varaždina.
Od malih nogu trenirao je u Dinamu. Nastupao je za brojne mlade reprezentacije, a treninzima prve momčadi Dinama se priključio na početku 2011. kao četvrti vratar. Sezonu 2012./13. proveo je na posudbi u Rudešu gdje se odličnim predstavama izborio za povratak u Dinamo, ali ovoga puta u ulozi drugog vratara. Zelenika je debitirao za prvu momčad Dinama 23. srpnja 2013. u uzvratnoj utakmici 2. pretkola Lige prvaka protiv luksemburške Fole.
Dne 31. svibnja 2014. izbornik A reprezentacije Niko Kovač je objavio popis igrača za odlazak na svjetsko prvenstvo u Brazil na koju je pozvao i Zeleniku.

## Vanjske poveznice
- Oliver Zelenika na hnl-statistika.com